# 남걀 왕조
남걀 왕조는 1642년부터 1975년까지 시킴 왕국을 다스린 왕조다.

## 역대 남걀 왕조의초걀
- 푼초그 남걀 (1642년-1670년)
- 텐숭 남걀 (1670년-1700년)
- 차크도르 남걀 (1700년-1717년)
- 규르메드 남걀 (1717년-1733년)
- 푼초그 남걀 2세 (1733년-1780년)
- 텐징 남걀 (1780년-1793년)
- 추드푸드 남걀 (1793년-1863년)
- 시드케옹 남걀 (1863년-1874년)
- 투토브 남걀 (1874년-1914년 2월 11일)
- 시드케옹 툴쿠 남걀 (1914년 2월 11일-1914년 12월 5일)
- 타시 남걀 (1914년 12월 5일-1963년 12월 2일)
- 팔덴 톤두프 남걀 (1963년 12월 2일-1975년 4월 10일)